# 블랙홀 (밴드)
블랙홀(Black Hole)은 대한민국의 헤비 메탈 밴드이다.

## 구성원
블랙홀은 주상균, 이원재, 김세호, 이관욱으로 구성된 대한민국의 헤비메탈 밴드이다.
1988년 올림픽 행사였던 "명동 가요제"에서 대상을 수상하면서 주목을 받은 그룹은 이듬해 데뷔 앨범 [Miracle]을 발매하면서 정식 데뷔했다.
깊은 밤의 서정곡으로 대중에게 알려진 밴드는 이후 2집 [Survive]를 발매하면서 더욱 스피디하고 정교한 메탈 밴드로의 면모를 갖추게 된다.
대형 기획사인 EMI의 지원을 받으며 다양한 앨범을 발매했고, 다양한 공연과 베스트앨범 등의 활동으로 대한민국 밴드계에 획을 그었다.
- 주상균 - 보컬, 기타
- 이원재[2] - 기타
- 김세호[3] - 베이스
- 이관욱[4] - 드럼

### 이전 구성원
- 도유영 - 드럼
- 정항동 - 베이스
- 한국현 - 베이스
- 이재수 - 키보드
- 김비오 - 베이스(1989~1990)
- Darrin Muir - 드럼(1989~1990)
- 박원조 - 기타(1990~1995)
- 김응윤 - 드럼 (1992 ~ 2000)
- 정병희 - 베이스(1990 ~ 2019)

## 음반
주위의 모든것을 빨아들인다는 우주의 블랙홀과 같이 음악으로 빨아들이겠다는 취지로 결성된 한국의 대표적인 헤비메탈 밴드이다. 1980년대 중반 헤비메탈 붐을 타고 무수한 밴드들이 생겨났다. 각 고등학교에서도 한반에 한팀이라는 말이 있을 정도였다. 아마 1970년대부터 시작된 대학 그룹사운드의 열기를 이어받은 느낌이었다. 기존의 몇십년이 지나도 바뀌지 않는 대중가요로 부터의 탈피와 새로운 시대를 꿈꾸는 이들이었다. 역시 학생신분이었던 블랙홀의 데뷔 앨범은 1989년에 발매되었으나 그 이전 3~4년 간의 무수한 라이브활동이 그 원동력이 되었다. 발매전에도 그들의 공연엔 항상 관객이 넘쳤고 매 공연마다 자신들의 자작곡을 선보이며 빅밴드로서의 수련 과정을 충실히 수행해 냈다.
- Miracle (1989년)

그러던 중 1988년 올림픽행사였던 '명동가요제'에서 자작곡"노을"로 대상을 타며 "칠레가요제" 본선행 을 거머쥐게 된다. 이때 전 '부활'의 매니저였던 백강기에 의해 앨범제의를 받게 된다. 이렇게 첫 앨범 Miracle이 탄생했다.
- Survive (1990년)

1989년에서 91년까지는 멤버들이 학생신분인 관계로 군입대나 진학문제등에 부딪혀 몇번의 단독공연, 잡지,신문 인텨뷰,라듸오 출연 정도 외엔 별다른 활동을 하지 못했다. '깊은밤의 서정곡'이 대중들 사이에 서서히 알려지기 시작했으나 정작 멤버들은 이러한 반응을 알지도 못하고 여느 밴드처럼 뿔뿔이 흩어져 자기 생활을 가지고 있던 중 한국에서 선교활동으로 체류중이던 미국인 선교사 Darrin Muir가 주상균을 찾아와 블랙홀의 합류를 요청하게 된다. 그리고 '84 문화공보부장관배쟁탈 전국대학보컬&그룹경연대회에서 은상을 수상했던 밴드 '뮤즈에로스'출신의 베이시스트 김비오(경연대회 이후 동 대회에서 입상한 제각기의 팀 멤버들로 구성된 연합밴드 '주사위'를 결성하여 활동하기도 함)가 군 전역후 블랙홀에 합류하게 되었고, 주상균은 김비오, 데린과 함께 두 번째 앨범 Survive를 작업한다.
모든 녹음 작업을 마치고 난 직후 블랙홀은 2집앨범 발매기념을 위한 단독공연을 위해 김비오는 그의 오랜 친구 박원조를 공연 쎄션 기타리스트로 불러들여 63빌딩 컨벤션 센터에서 6천여명의 관객에게 첫선을 보이며 2집의 행보를 시작했지만 김비오의 일본유학과 드러머 데린뮈어의 부득이한 Visa문제로 인해 미국으로 돌아가야 하는 사태가 발생하여 블랙홀은 또다시 리더인 주상균과, 단독공연 이후 자연스럽게 정식멤버가 된 박원조 그 둘만이 남은채 수개월의 휴지기에 들어간다.
하지만 김비오와 데린의 후임으로 블랙홀의 전성기와 때를 같이 하게 되는 베이시스트 정병희가 합류를 하게 되고 드럼쪽에서는 이미 조막손 드러머로 통하던 '김응윤'을 영입해 다시한번의 도약을 시작한다. 주상균,박원조,정병희,김응윤의 라인업이 완성된뒤 프로밴드로서의 입지를 다지기 위해 피나는 노력을 정진하게 되며 더욱 스피디 하고 정교한 메틀밴드로서의 면모를 갖추게 되는 블랙홀의 형체가 형성된 시기였다.
- Black Hole (1994년)

이 때 주상균은 각 지방의 기획자들을 찾아가 그들의 트레이드 마크인 '전국투어'를 시작하게 되고 이러한 지지기반에 힘입어 외국직배사인 EMI와 전속계약을 체결하고 3번째 앨범을 출시한다. 3집 발매 후에도 지속적으로 전국을 돌며 공연을 펼쳐나갔고 그 기반도 점점 넓어 졌지만 정작 앨범의 판매상황은 신통치 않았다. 다시 팀의 활동이 중단될 위기에 처하게 되고 박원조역시 탈퇴를 하게 된다. 3집 판매량의 저조로 인해 다음 앨범에 대한 '대중성가미'라는 압박에 처하게 된다.
하지만 이미 주상균은 오히려 전혀 다른 성격의 한국적 메틀에 대한 구상을 하고 있었고 관계자들이 원했던 '대중성있는 가사와 곡'이 아닌 역사의 아픔을 이야기하는 더욱 블랙홀 적인 음반을 추진한다. 4집을 끝으로 재전속을 포기한다는 조건으로 탄생한 앨범이 4집 Made in Korea였다. 고대 한국사부터 현대사까지 무분별하고 무도덕적 가치관까지 신랄하게 파헤치며 아픔을 노래했다.
- Made In Korea(1995년)

발매후 재전속 포기의 상황은 오지 않았다. 4집앨범의 '의식'에 동조하는 수 많은 대학가의 블랙홀 매니아들이 생겨나면서 발매 두달만에 영국EMI기준의 '플래티늄'앨범을 뛰어 넘으며 각 대학들의 초청공연으로 눈 코 뜰새없는 날들이 지속된다. 그러나 이시기에 박원조는 자신의 새로운 팀 결성을 위해 블랙홀을 떠나게 되었고, 그 후임으로 MBC대학가요제 출신의 기타리스트 이원재가 팀에 합류하여 지속적인 팀활동을 계속하는 가운데, 전국의 대학들 중에서 블랙홀이 공연을 해보지 않은 학교가 거의 없을정도가 되었다.
- City Life Story (1996년)

이러한 상승세를 이어받아 우리의 주위의 이야기를 담은 앨범 'City Life Story'가 만들어진다. 도시의 뒷면과 아픔을 나누고 함께 하자는 내용이며 수록곡중 '바람을타고'는 수많은 오토바이 매니아들의 필청곡이 되기도 하였다. 5집발매후 년 200회의 라이브 공연을 달성하며 가요차트 순위에도 오르는 등 블랙홀의 전성기를 누리게 되나 첫계약부터 이들과 동고동락하던 EMI가요부 송선영과장과 매니저 이관희 실장이 사정으로 회사를 나가면서 EMI가요부가 해체가 된다. 이즈음 베스트 앨범을 준비중이였다.
- Best of Best (비정규. cd2장. 1997년)

잔류를 해야 하느냐 아니면 당시 외부에서의 이전제의를 받아들이냐를 놓고 고민에 빠지게 되나 잔류를 결정한다. 베스트 앨범이 나오면서 더 이상 EMI가요부는 없었다. 블랙홀은 전속이자 독자적으로 활동을 하는 '기이한 전속'밴드가 되었다. 다행히 베스트 앨범의 반응은 좋았고 IMF가 터졌을때도 별다른 영향을 받지 않는듯 했으나 인터넷 매체의 부각과 신종 장르의 유행과 맹종, 대외적 프로모션의 부재가 겹쳐 차츰 매체에서의 활동영역이 위축되어갔다.
- The Way (1998년)

'험난해도 나의 길을 간다'라는 타이틀처럼 모든 곡들이 비장하고 진지하기만 하다. 때론 절망감에서 벗어 나려 몸부림치는 모습을 노래하는 것 같기도 하다. 가요부가 없어진 EMI에서의 블랙홀은 99년까지 아무런 지원없이 고군분투 하고 있었다. 공연이 있는 곳은 어느 곳이든 갔고 더욱 열심히 공연장을 찾아 다녔다. 앵콜을 받으면 본 공연만큼 해주고 돌아오곤 했다. 그것으로 부족한 프로모션을 메우려는 듯 오로지 음악으로 뛸 수 밖에 없었다.
2000년대로 들어서면서 세상은 급격히 달라졌다. 이상하게 바뀌는듯 하였다. 이미 블랙홀의 눈에는 희망이라기 보다는 알 수 없는 두려움과 불확실한 미래가 들어오고 있었다.
- Seven Signs (2000년)

2000년...인류가 멸망하리라는 예언인 Seven Signs를 타이틀로 '그래도 항상 희망은 있다'라는 메시지를 남기며 7집을 발매한다. 그리고 10년의 긴 세월을 몸담았던 EMI와 이별을 하게 된다.
21세기와 함께 블랙홀은 자신들의 레이블 Metal.K를 설립하고 음반,공연에 대한 독자적인 운영을 시작한다. 이 무렵 시작한 '문화혁명'이라는 타이틀로 시민단체와 음악단체와 연합하여 공중파3사의 가요순위프로그램 폐지를 위한 공연을 시작했다. 가요순위프로그램의 폐지라는 성과는 있었으나 IMF의 불황과 음반,공연시장의 장기적인 불황은 고스란히 적자로 돌아왔고 이때부터 운영의 어려움에 처하면서도 문화혁명 투어중 녹음한 라이브 앨범 'Live of Live'를 발매하였고 깊은밤의 서정곡으로 대변되는 블랙홀의 서정곡 넘버 들의 모음집인 '깊은밤의 서정곡'을 발매한것도 이즈음이다. 이 무렵 조막손 드러머 김응윤의 어려웠던 밴드시절을 마감하고 탈퇴를 하게 된다. 정신지체 3급이라는 유아적인 사고로 본인 자신이나 멤버들의 힘들었던 지난날을 정리 하고 새로운 드러머의 오디션이 시작되었다. 마침내 블랙테트라 출신의 드러머 이관욱이 합류하게 되어 안정적인 블랙홀의 사운드를 만들어 가는 시점이 형성되었다. 험난하고 힘든 국내 음악시장의 압박을 견디며 2004년이 넘어서면서 8번째 정규앨범을 준비하게 된다.
- Hero (2005년)

8집을 준비하던중 주상균은 부친의 별세로 심한 정신적 충격을 받으나 전국을 다니며 기획자,동료 뮤지션들을 만나면서 공연,음반의 상황들을 의논하고 곡을 만들면서 슬픈마음을 추스리며 새앨범 작업에 힘을 기울이게 된다. 이때 독일을 대표하는 메탈밴드인 'Rage'의 기타리스트 'Victor Smolsk'가 블랙홀의 앨범 프로듀싱에 참여를 하게 되고 부산락페스티발과 서울공연을 협연하여 갈채를 받기도 하였다.
하지만 음반시장의 불황은 순조로운 녹음에 걸림돌이 되고 있었다. 제작사문제와 녹음문제등이 원활하게 진행되지 못하고 아무도 책임을 지지 않는 상황이 발생한 것이다. 모든 문제는 블랙홀이 고스란히 떠 맡으며 무산될 위기를 어렵게 넘기게 되었다. 최종마스터링 작업은 우여곡절 끝에 대전의 한 스튜디오에서 마무리를 할 수 있었다. 영국에서 유학하며 엔지니어로서의 포부를 품고 귀국하였으나 음반시장의 붕괴로 국내 유명 스튜디오들이 연달아 문을 닫으며 그 뜻을 접으려 했던 이인호 엔지니어에 의해 마무리 작업이 진행된 것이다. 정민균 어시스트 엔지니어의 적극적인 지원으로 8집 정규앨범 "영웅"의 마지막이 이들의 손질로 거의 일년간의 제작기간을 마무리하게 된다.

### 앨범
- Miracle (1989년)
- Survive (1990년)
- Black Hole (1994년)
- Made In Korea(1995년)
- City Life Story (1996년)
- Best of Best (비정규. cd2장. 1997년)
- The Way (1998년)
- Seven Signs (2000년)
- Hero (2005년)
- HOPE (2014년)
- Evolution (2019년)

### 싱글
- Children Of Heaven (KBS 1TV 드라마 불멸의 이순신 OST) (2007년)
- Living In 2008 (2008년)
- Living In 2009 (2009년)

## 수상 경력
- 2006년 제3회 한국대중음악상 최우수 록 앨범상, 최우수 록 싱글상